# Onychium contiguum
Onychium contiguum é uma espécie de samambaia da classe Pteridopsida.